# European Champions Cup 2016
La European Champions Cup 2016 è stata la 53ª edizione della massima competizione europea per club di baseball.

## Formula
Il format della competizione, rispetto alle edizioni precedenti, cambia. Il torneo infatti si gioca tutto nell'arco della stessa settimana, in due sedi vicine tra loro, con due gironi da quattro squadre ciascuno. Le prime due classificate di ciascun girone si scontrano in una partita secca, che sancisce la squadra avente diritto a prendere parte alla serie finale.
Le partite del girone A vengono giocate prevalentemente a San Marino, quelle del girone B a Rimini. I due club padroni di casa giocano la fase a gironi sempre nei loro rispettivi impianti.
La nazione della squadra peggio classificata perderà un posto nell'edizione successiva con un declassamento in Coppa CEB. Per evitare questo piazzamento, le squadre che non si sono qualificate per le semifinali si sfidano tra di loro in appositi spareggi salvezza.

## Fase a gruppi

### Girone A
| Serravalle (San Marino) 31 maggio 2016, ore 14:30 | VOITH Heidenheim Heideköpfe | 9 – 14 referto | Curaçao Neptunus | Stadio di Serravalle |

| Serravalle (San Marino) 31 maggio 2016, ore 19:30 | CNF UnipolSai Bologna | 5 – 3 referto | T&A San Marino | Stadio di Serravalle |

| Rimini 1º giugno 2016, ore 15:30 | Curaçao Neptunus | 0 – 1 referto | CNF UnipolSai Bologna | Stadio dei Pirati |

| Serravalle (San Marino) 1º giugno 2016, ore 19:30 | T&A San Marino | 4 – 3 (al 10º) referto | VOITH Heidenheim Heideköpfe | Stadio di Serravalle |

| Serravalle (San Marino) 2 giugno 2016, ore 14:30 | CNF UnipolSai Bologna | 2 – 1 (al 6º, causa pioggia) referto | VOITH Heidenheim Heideköpfe | Stadio di Serravalle |

| Serravalle (San Marino) 2 giugno 2016, ore 21:20 | Curaçao Neptunus | 5 – 4 (al 10º) referto | T&A San Marino | Stadio di Serravalle |

#### Classifica
| Pos. | Squadra                     | G | V | P | %     | GB  |
| ---- | --------------------------- | - | - | - | ----- | --- |
| 1.   | CNF UnipolSai Bologna       | 3 | 3 | 0 | .1000 | 0.0 |
| 2.   | Curaçao Neptunus            | 3 | 2 | 1 | .667  | 1.0 |
| 3.   | T&A San Marino              | 3 | 1 | 2 | .333  | 2.0 |
| 4.   | VOITH Heidenheim Heideköpfe | 3 | 0 | 3 | .400  | 3.0 |

### Girone B
| Rimini 31 maggio 2016, ore 15:30 | Kotlářka Praga | 4 – 7 referto | Buchbinder Legionäre | Stadio dei Pirati |

| Rimini 31 maggio 2016, ore 20:30 | Rimini Baseball | 2 – 6 referto | L&D Amsterdam Pirates | Stadio dei Pirati |

| Serravalle (San Marino) 1º giugno 2016, ore 17:10 | L&D Amsterdam Pirates | 10 – 2 referto | Kotlářka Praga | Stadio di Serravalle |

| Rimini 1º giugno 2016, ore 20:30 | Buchbinder Legionäre | 3 – 5 referto | Rimini Baseball | Stadio dei Pirati |

| Rimini 2 giugno 2016, ore 15:30 | L&D Amsterdam Pirates | 1 – 0 referto | Buchbinder Legionäre | Stadio dei Pirati |

| Rimini 2 giugno 2016, ore 20:30 | Kotlářka Praga | 0 – 4 referto | Rimini Baseball | Stadio dei Pirati |

#### Classifica
| Pos. | Squadra               | G | V | P | %     | GB  |
| ---- | --------------------- | - | - | - | ----- | --- |
| 1.   | L&D Amsterdam Pirates | 3 | 3 | 0 | .1000 | 0.0 |
| 2.   | Rimini Baseball       | 3 | 2 | 1 | .667  | 1.0 |
| 3.   | Buchbinder Legionäre  | 3 | 1 | 2 | .333  | 2.0 |
| 4.   | Kotlářka Praga        | 3 | 0 | 3 | .400  | 3.0 |

## Semifinali

### Play-out 5º-8º posto
| Serravalle (San Marino) 3 giugno 2016, ore 15:30 | Buchbinder Legionäre | 0 – 2 referto | VOITH Heidenheim Heideköpfe | Stadio di Serravalle |

| Serravalle (San Marino) 4 giugno 2016, ore 11:00 | T&A San Marino | 10 – 6 referto | Kotlářka Praga | Stadio di Serravalle |

### Piazzamenti 1º-4º posto
| Rimini 3 giugno 2016, ore 14:30 | L&D Amsterdam Pirates | 11 – 7 referto | Curaçao Neptunus | Stadio dei Pirati |

| Rimini 3 giugno 2016, ore 20:30 | CNF UnipolSai Bologna | 2 – 4 referto | Rimini Baseball | Stadio dei Pirati |

## Finali

### Play-out 7º-8º posto
| Serravalle (San Marino) 4 giugno 2016, ore 15:30 | Buchbinder Legionäre | 7 – 2 referto | Kotlářka Praga | Stadio di Serravalle |

La Repubblica Ceca perde il diritto di essere rappresentata nella prossima European Champions Cup per effetto dell'8º posto finale.

### Finale 3º-4º posto
| Rimini 4 giugno 2016, ore 14:30 | CNF UnipolSai Bologna | 7 – 6 referto | Curaçao Neptunus | Stadio dei Pirati |

### Finale 1º-2º posto
| Rimini 4 giugno 2016, ore 20:30                           | Rimini Baseball | 4 – 5 (al 10º) referto | L&D Amsterdam Pirates | Stadio dei Pirati |
| \| \| \| \| \| Mayora \| Doppi \| Urbanus, Berkenbosch \| |                 |                        |                       |                   |
|                                                           |                 |                        |                       |                   |
| Mayora                                                    | Doppi           | Urbanus, Berkenbosch   |                       |                   |

## Vincitore
| Campione d'Europa 2016 L&D Amsterdam Pirates 1º titolo |